# Pavia di Udine
Pavia di Udine är en ort och kommun i regionen Friuli-Venezia Giulia i Italien och tillhörde tidigare även provinsen Udine som upphörde 2018. Kommunen hade 5 531 invånare (2018).